# Polop
Polop es un municipio de la Comunidad Valenciana (España) situado en el noreste de la provincia de Alicante, en la comarca de la Marina Baja.
Durante el Antiguo Régimen, Polop fue una baronía señorial de la Corona de Aragón. Barones de Polop es como se conocía a quienes ejercieron la titularidad del señorío. Fue creado por Jaime I de Aragón y otorgado a doña Berenguela Alfonso de Castilla. El feudo estuvo en manos de la Casa de Aragón hasta 1430 y de la familia Fajardo hasta principios del siglo XIX.

## Geografía

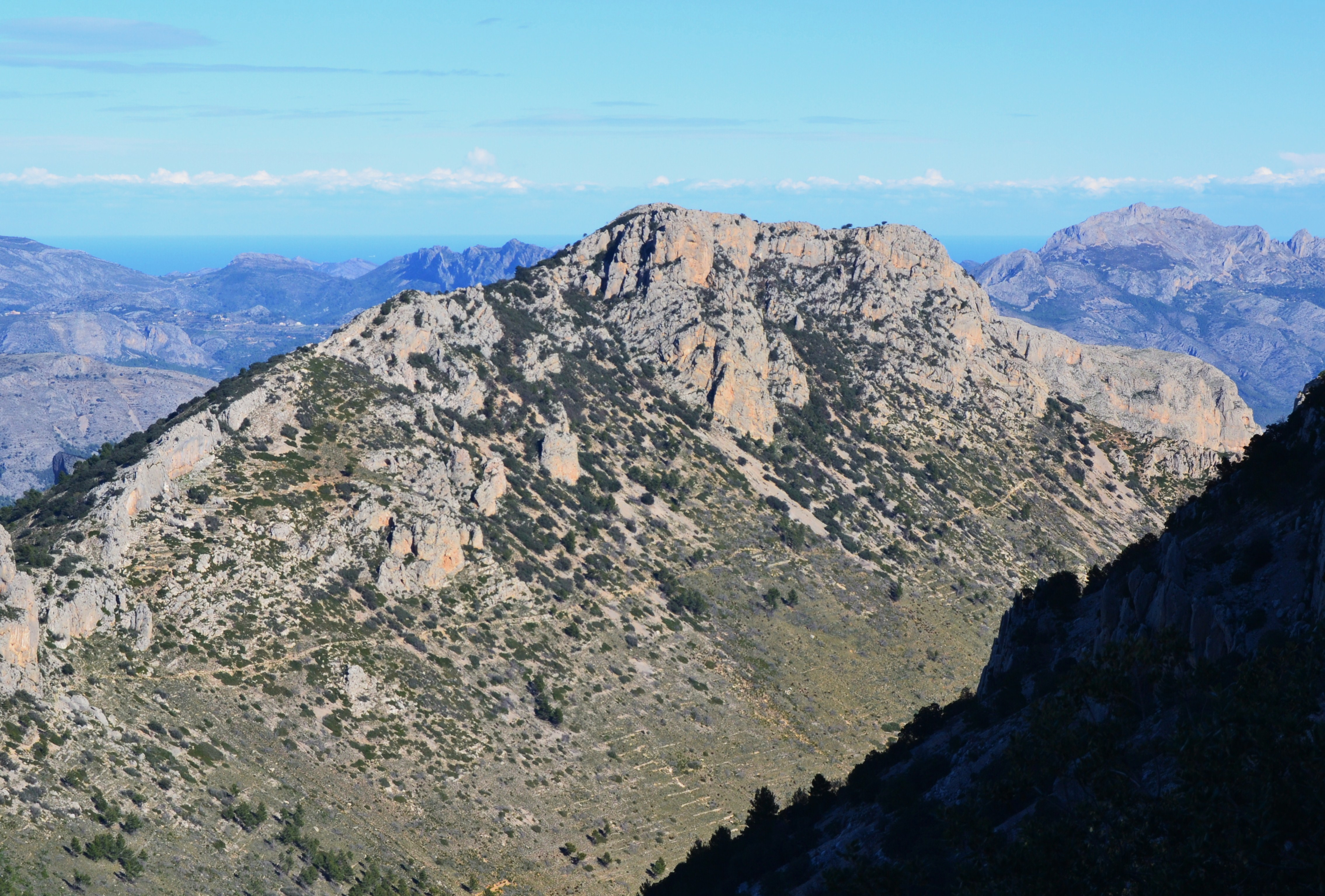
Vista del Ponoig desde el Puig Campana

El territorio de esta baronía, enclavado en la comarca La Marina, se extiende desde los ríos Guadalest y Algar hasta el término de Villajoyosa, comprendiendo las playas de Albir y Benidorm; por el interior limitaba con Callosa y Guadalest. Cuando se funda esta baronía toma el nombre de Polop porque en esta época era el centro más importante y su castillo era la fortaleza más potente y más adecuada para la seguridad y defensa.
En la actualidad, el municipio de Polop, situado en los contrafuertes orientales del prebético valenciano, ocupa la zona central de la Marina Baja. Su territorio, accidentado en su parte occidental por el macizo del Ponoig, se encuentra drenado por los barrancos del Salt y del Canet de Xirles. El río Guadalest sirve de frontera entre Polop y Callosa d'en Sarriá.
Los accidentes geológicos más importantes del municipio son la sierra del Monte Ponoig y los barrancos que discurren hacia el este, el Monte Ponoig (1181 m.) queda situado al oeste de Polop. Se trata de una sierra áspera y rocosa, de empinadísimas pendientes, cubierta de largos canchales y formidables peñascos y paredes. Constituye un macizo orientado de este a oeste. La umbría está poblada de pinares y carrascas, y mantiene una continuidad con la sierra del Puig Campana.
Desde Alicante, se accede a esta localidad por la AP-7 o la N-332 tomando luego la CV-70 a la altura de Benidorm.

### Barrios y pedanías
En el término municipal de Polop se encuentra también el núcleo de población de Xirles.

### Localidades limítrofes
Limita con los términos municipales de Benidorm, Benimantell, Callosa de Ensarriá, Finestrat, Guadalest, y La Nucía.

## Historia
Sus orígenes se remontan a la cultura íbera, como atestiguan los restos hallados en su territorio. A lo largo de su historia, Polop ha destacado por la posición estratégica como enclave militar gracias al castillo que coronaba el cerro. 
En 928 el castillo pertenecía al jeque Mohamed Abderraman Alastami, que se sublevó contra Abderraman III, apoderándose de Alicante. Consiguió el perdón de Abderramán, pero nuevamente haciéndose fuerte en el castillo de Alicante, se sublevó, y fue derrotado por sus hermanos de raza, que lo llevaron prisionero con toda su familia a Córdoba.
En 1090 Polop fue conquistado por el Cid Campeador y después de las parias acordadas con el jefe araba siguió su camino en dirección a Denia.
En 1258 es derrotada la sublevación en la que intervienen muy directamente los árabes de Polop y su jefe Al-Azraq. Este firma la rendición con el rey de los cristianos a condición de ceder el castillo de Polop a su sobrino Aliajar, quien por tal donación y con el beneplácito de don Jaime, pasa a ser el señor de Polop.
En 1263 el rey hace donación del castillo y de la villa de Polop a Abenhafar Hamez, hijo de Aceit Abinhudey.
En Bernat de Sarria, para exteriorizar su adhesión al rey o por agradecimiento a antiguos favores, hizo donación a su muerte de todas sus posesiones, si su esposa no tenía hijos, al infante don Pedro.
En 1356, nuevamente enfrentados Castilla y Aragón, el rey don Pedro I de Castilla, se apoderó de Alicante, adentrándose hasta Villajoyosa y Polop, tras sangrientas luchas con los de Aragón. Asimismo se apoderó de todas las fortificaciones de la costa, procurando reforzarlas para su defensa. Se apoderó de Polop y fortifico su castillo. Durante el tiempo de la ocupación de Polop por los de Castilla, el señorío de esta fortaleza estuvo, transitoriamente, en poder de don Pedro I de Castilla, y al ser conquistado de nuevo por las tropas de Aragón, volvió su señorío al conde de Denia.
Conquistados los territorios del Reino de Valencia, y establecidas los límites en el tratado de Almizra, Polop quedó entre las posesiones de Jaime I de Aragón quien, en 1268, lo cedió a doña Berenguela Alfonso, señora que, al morir sin descendencia, dejó sus tierras en posesión de la Corona nuevamente. Tras la rebelión de Al-Azraq, en 1271, Jaime I cedía el castillo y villa de Polop a Beltrán de Belpuig. El 8 de abril de 1276, el mismo rey perdonaba a los musulmanes de Orcheta y Polop tras su rebelión, y por medio de sus señores les otorgaba las condiciones para su mantenimiento en las citadas alquerías.
En 1290, Alfonso II cedió al caballero Bernardo de Sarriá los castillos de las montañas, entre los que se encontraba el de Polop. Este caballero, que tampoco tuvo descendencia legítima, legó sus posesiones al infante don Pedro de quien, por herencia, pasarían en 1355 a su hijo el infante don Alfonso de Aragón y Foix, primer conde de Denia y por tanto barón de Polop. Juan de Aragón, conde de Denia y Duque de Gandía, hereda las posesiones y cede el castillo de Polop a Ruy Díaz de Mendoza en agradecimiento por los servicios prestados. Según algunos autores, la baronía de Polop pasaría a la familia Fajardo al casar Diego Fajardo con la hija de Ruy Díaz de Mendoza; otros, por el contrario, afirman que este, en 1457, cedió el señorío de Polop que formaba baronía con los lugares de Benidorm, La Nucía, Alfaz del Pi y Xirles, a su sobrino Diego Fajardo y Díaz de Mendoza. Por una u otra vía, lo cierto es que la familia Fajardo ostentó el señorío hasta 1899, al morir la última baronesa de Polop.
En 1520, los moriscos que habitaban la villa, ante el asedio de los agermanados, dirigidos por el capitán Viçent Peris, se refugiaron en el castillo, muriendo muchos de ellos en manos de los insurrectos al finalizar la revuelta. El decreto de expulsión de 1609 provocó un notable vacío demográfico al perder más de dos tercios de su población. En el siglo XVII se contabilizaron 91 casas (contando las de las alquerías de La Nucía y Xirles) que en 1713 ascendían a 154. El censo de Floridablanca (1787) asigna a la población 1851 habitantes que un siglo más tarde habían quedado reducidos a 1793. La pérdida de población continúa hasta el año 60 del siglo XX en que se censaron 1286 habitantes. A partir de esa fecha se inicia una paulatina recuperación que ha llevado a los 3869 habitantes del censo de 2007.

## Geografía humana

### Demografía
Cuenta con una población de 5650 habitantes (INE 2024).
| Gráfica de evolución demográfica de Polop entre 1842 y 2021                                                           |
| |
| Población de derecho según los censos de población del INE. Población de hecho según los censos de población del INE. |

| Nacionalidad | Hombres | Mujeres | Total | %     | Proporción |
| ------------ | ------- | ------- | ----- | ----- | ---------- |
| Española     | 1859    | 1823    | 3682  | 70.9% |            |
| Extranjera   | 777     | 727     | 1504  | 29.0% |            |

| Evolución demográfica de Polop | Evolución demográfica de Polop | Evolución demográfica de Polop | Evolución demográfica de Polop | Evolución demográfica de Polop | Evolución demográfica de Polop | Evolución demográfica de Polop | Evolución demográfica de Polop | Evolución demográfica de Polop | Evolución demográfica de Polop | Evolución demográfica de Polop | Evolución demográfica de Polop | Evolución demográfica de Polop | Evolución demográfica de Polop | Evolución demográfica de Polop | Evolución demográfica de Polop | Evolución demográfica de Polop | Evolución demográfica de Polop | Evolución demográfica de Polop | Evolución demográfica de Polop |
| 1857                           | 1887                           | 1900                           | 1910                           | 1920                           | 1930                           | 1940                           | 1950                           | 1960                           | 1970                           | 1981                           | 1991                           | 2000                           | 2006                           | 2008                           | 2010                           | 2015                           | 2019                           | 2022                           |                                |
| ------------------------------ | ------------------------------ | ------------------------------ | ------------------------------ | ------------------------------ | ------------------------------ | ------------------------------ | ------------------------------ | ------------------------------ | ------------------------------ | ------------------------------ | ------------------------------ | ------------------------------ | ------------------------------ | ------------------------------ | ------------------------------ | ------------------------------ | ------------------------------ | ------------------------------ | ------------------------------ |
| 1789                           | 1588                           | 1639                           | 1630                           | 1476                           | 1400                           | 1456                           | 1396                           | 1286                           | 1554                           | 1766                           | 1903                           | 2136                           | 3636                           | 4112                           | 4294                           | 4369                           | 4965                           | 5186                           |                                |

### Economía
Su economía ha estado basada tradicionalmente en la agricultura. En las zonas de menor altura predominan los cultivos de almendros y olivos y en el valle los cítricos y nísperos.

## Política
| Resultados de las elecciones municipales del 28 de mayo de 2023 |                             |       |       |            |
| Partido                                                         | Candidato                   | Votos | %     | Concejales |
| VERDES ECOPACIFISTAS                                            | JUAN CALERO LUNA            | 31    | 1,49  | 0          |
| VOX                                                             | JOSE CARLOS TORO MORILLA    | 130   | 6,28  | 0          |
| PSPV-PSOE                                                       | GABRIEL FERNANDEZ FERNANDEZ | 862   | 41,64 | 6          |
| COMPROMÍS                                                       | ANGELA FUSTER FERNANDEZ     | 228   | 11,01 | 1          |
| PP                                                              | JOSE LUIS SUSMOZAS FERRIS   | 786   | 37,97 | 6          |
| ALIANZA POR EL COMERCIO Y LA VIVIENDA                           | CARLOS SANCHEZ PEREZ        | 2     | 0,09  | 0          |
| Ciudadanos-Partido de la Ciudadanía                             | NILBIO ARRECHEA ESTRADA     | 15    | 0,72  | 0          |
| ABSTENCIONES                                                    |                             | 1.114 | 34,56 |            |
| VOTOS NULOS                                                     |                             | 39    | 1,84  |            |
| VOTOS EN BLANCO                                                 |                             | 16    | 0,77  |            |
| VOTOS TOTALES                                                   |                             | 2.109 | 65,43 |            |
| Fuente: El País.                                                |                             |       |       |            |

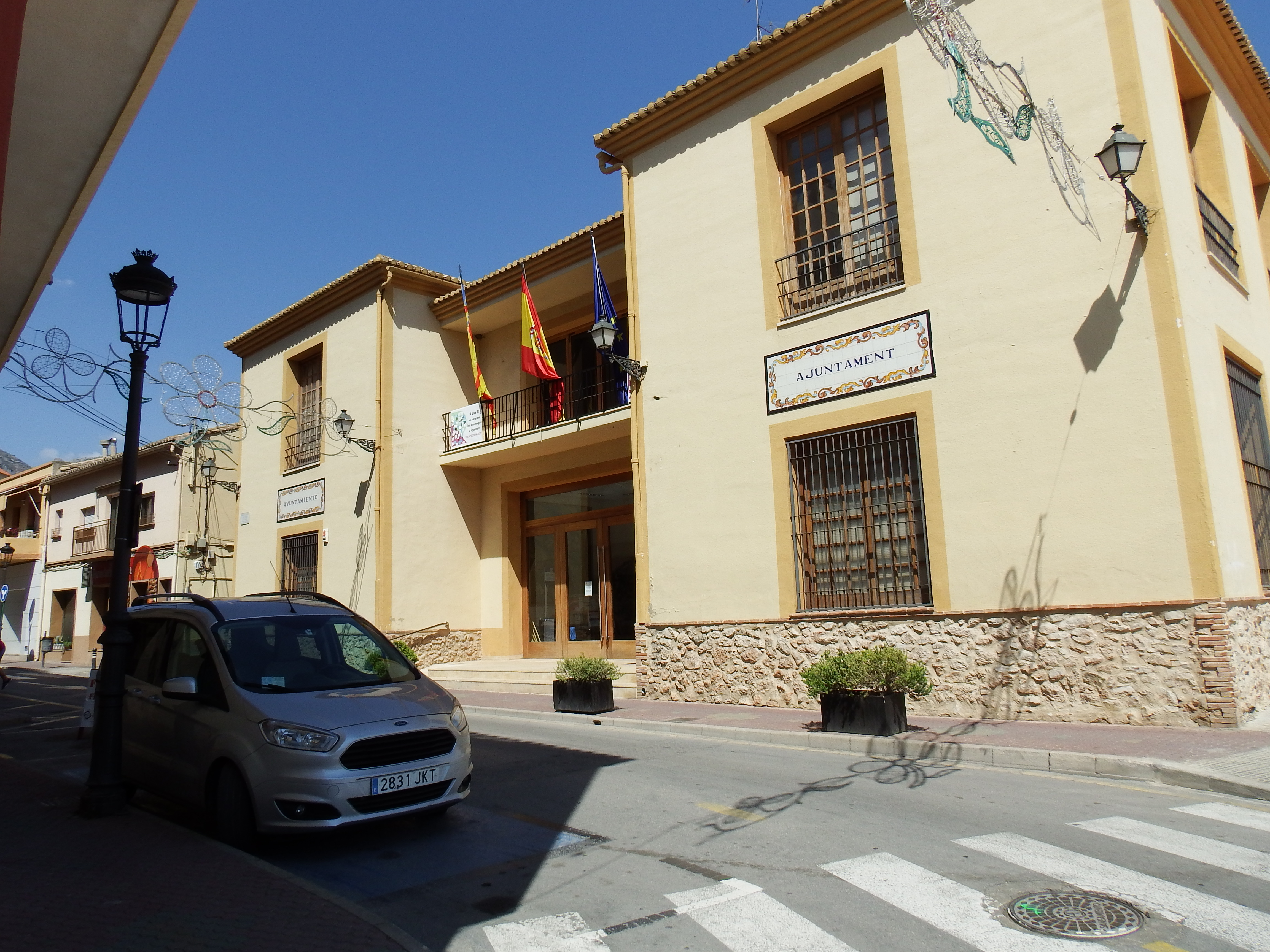
Casa consistorial

En las elecciones del 1991 el PP fue el partido más votado, pero al quedarse a un voto de la mayoría absoluta, fue el CDS con Juan Gadea Burgos a la cabeza quien gobernó en coalición con el PSPV-PSOE la localidad hasta 1995. En ese año el PP logró la mayoría absoluta que volvió a adquirir en 1999, 2003 y revalidar en 2007 con Alejandro Ponsoda como alcalde electo durante las elecciones anteriormente citadas.
A las elecciones de 1999 concurrieron 3 partidos políticos: PP, PSPV-PSOE e IP. El PP obtuvo una amplia mayoría absoluta (8 concejales con 886 votos), seguido por el PSPV-PSOE (2 concejales y 195 votos) e IP (1 concejal y 111 votos). Alejandro Ponsoda continuó al frente de la Corporación.
En 2003 concurre a las elecciones municipales Gent de Polop (GdP). En su entrada en la escena en la vida política local, obtiene 2 concejales y 233 votos. Quedó por detrás del PP (6 concejales y 772 votos) y del PSPV-PSOE (3 concejales y 342 votos). El PP pierde 2 concejales y el PSPV-PSOE gana 1 edil. Alejandro Ponsoda sigue como alcalde de la villa en mayoría absoluta.
A las elecciones municipales del 27 de mayo de 2007 concurrieron a las elecciones locales 3 partidos. A continuación se muestran las listas, el candidato a la alcaldía por cada una de ellas y el número de concejales electos y votos de cada formación política: 
Partido Popular (PP) Alejandro Ponsoda - 6 concejales (919 votos)
Gent de Polop (GdP) José Berenguer - 3 concejales (427 votos)
Partido Socialista PSPV-PSOE Gabriel Fernández, el Bullas - 2 concejales (401 votos)
Votos nulos/Votos en blanco- 21 votos/31 votos
El Partido Popular, con Alejandro Ponsoda como alcaldable (y tras 12 años al frente de la Corporación), vuelve a conseguir su cuarta mayoría absoluta y Gent de Polop (GdP)consigue situarse como la segunda fuerza política, por delante del PSPV-PSOE liderado entonces por el actual Alcalde Gabriel Fernández.
Tras la constitución de la nueva Junta de Gobierno Local se ratifica a Alejandro Ponsoda (PP) como alcalde y éste nombra a Juan Cano (PP) como teniente de alcalde. La oposición queda liderada por José Berenguer (Gent de Polop) (3 concejales) y Gabriel Fernández (PSPV-PSOE) (2 concejales).
Elecciones Municipales del 22 de mayo de 2011
Los hechos ocurridos en Polop tras la muerte de Alejandro Ponsoda, el posterior encarcelamiento de Juan Cano y las desavenidas de María Dolores Zaragoza con sus concejales (tras dimitir Pilar Villanueva., manifestar Juan Iborra su decisión de no optar a repetir en la lista para las próximas municipales y dimitir 6 cargos de la dirección local del PP., el comité electoral provincial nombra candidato y coordinador de los populares polopinos al entonces exsecretario General Antonio Pastor., quien confecciona una renovada lista electoral que concurrirá a las elecciones de 2011.
Un partido independiente concurre también a las elecciones locales, Alternativa, Independents per Polop, liderado por Francisco Fuster Montoro.
El cúmulo de estas situaciones dieron la victoria a un (PSPV-PSOE) en minoría, pasando a gobernar con 4 concejales frente a los 7 de la oposición.
Resultados obtenidos elecciones locales 2011:
Partido Socialista (PSPV-PSOE) Gabriel Fernández, - 4 concejales (518 votos)
Partido Popular (PP) Antonio Pastor - 3 concejales (390 votos)
Gent de Polop (GdP) Encarna Cabáñez - 2 concejales (370 votos)
Alternativa Independents per Polop (ALF) Francisco Fuster Montoro - 2 concejales (343 votos)
Así pues, en la Investidura, Gabriel Fernández (PSPV-PSOE) obtuvo 4 votos, Antonio Pastor (PP) obtuvo 3, Encarna Cabáñez (GdP)2 y los 2 ediles de ALP se abstuvieron de votar pese a presentar su candidatura. En consecuencia, se elige a Gabriel Fernández como alcalde. El PSPV-PSOE aumentó 2 concejales, el PP perdió 3 concejales, GdP pierde un concejal y Alternativa, Independents per Polop (ALP) entra en el Ayuntamiento con 2 concejales.
(*) Tras la muerte de Alejandro Ponsoda, se procede a elegir al nuevo Alcalde. Juan Cano Gímenez (PP) fue elegido, con 6 votos a favor (PP) y 5 abstenciones (3 de Gent de Polop y 2 del PSPV-PSOE), alcalde del municipio.
(**) Tras el encarcelamiento de Juan Cano como posible implicado en el asesinato de Alejandro Ponsoda (su antecesor) y posterior dimisión como alcalde (aún conservando su acta de edil), se procede a elegir al nuevo Alcalde. Mª Dolores Zaragoza Teuler (PP)fue elegida, con 5 votos a favor (PP) y 5 abstenciones (3 de Gent de Polop y 2 del PSPV-PSOE), alcaldesa de Polop. Desde ese día Juan Cano será considerado como Concejal no Adscrito y pertenecerá al Grupo Mixto, las sospechas y pesquisas policiales no pudieron demostrar su implicanción, aunque se produjeron indagaciones y averiguaciones conducentes a la obtención de manifestaciones de testigos, infructuosas por la complejidad del caso.
Elecciones Municipales del 24 de mayo de 2015
Continúa en Polop la incertidumbre política tras los hechos acaecidos tras la muerte de Alejandro Ponsoda .,,  la forma dictatorial de gobernar aun estando en minoría (2011-2015) del Partido Socialista (PSPV-PSOE) Gabriel Fernández .,., los notables apoyos por parte de los concejales del partido Alternativa Independents per Polop, Francisco Fuster Montoro y Pepe Ripoll Fuster, a un equipo de gobierno del PSOE en minoría, ., auguraban un declive de la formación independiente Alternativa Independents per Polop y un futuro pacto de gobierno local (PSOE + ALTERNATIVA)., siendo la consecuencia de sus decisiones políticas a favor del PSOE la pérdida de votos debida a la desconfianza de sus votantes .,
Francisco Fuster Montoro pasa ahora a ser miembro del equipo de gobierno formado por el PSOE y por él (único concejal conseguido en las elecciones locales de 2015, perdiendo 122 votos y un edil respecto a las anteriores elecciones municipales .,.,
El (PSPV-PSOE) en minoría crea un bipartito para poder gobernar con 5 concejales y el concejal de Alternativa Independents de Polop Francisco Fuster frente a los 5 de la oposición.
Resultados obtenidos elecciones locales 2015:
PARTIDO SOCIALISTA (PSPV-PSOE) Gabriel Fernández Fernández - 5 concejales (751 votos)
GDP-COMPROMIS Angela Fuster Fernández - 3 concejales (402 votos)
PARTIDO POPULAR (PP) Antonio Pastor - 2 concejales (253 votos)
ALTERNATIVA INDEPENDENTS PER POLOP (ALP) Francisco Fuster Montoro - 1 concejal (221 votos)
LOS VERDES-GRUPO VERDE - No obtuvo representación (69 votos)
| Periodo   | Nombre | Partido   |
| --------- | --- | --------- |
| 1979-1983 | Juan Gadea Burgos | UCD       |
| 1983-1987 | Rafael Pérez Zaragoza | AP        |
| 1987-1991 | Joaquín Berenguer Fuster | PSPV-PSOE |
| 1991-1995 | Juan Gadea Burgos | CDS       |
| 1995-1999 | Alejandro Ponsoda Bou | PP        |
| 1999-2003 | Alejandro Ponsoda Bou | PP        |
| 2003-2007 | Alejandro Ponsoda Bou | PP        |
| 2007-2011 | Alejandro Ponsoda Bou (hasta octubre de 2007)(*) Juan Cano Giménez (desde octubre de 2007) María Dolores Zaragoza (diciembre de 2009) (**) | PP        |
| 2011-2015 | Gabriel Fernández Fernández | PSPV-PSOE |
| 2015-2019 | Gabriel Fernández Fernández | PSPV-PSOE |
| 2019-2023 | Gabriel Fernández Fernández | PSPV-PSOE |
| 2023-act. | José Luis Susmozas Ferris | PP        |

## Monumentos

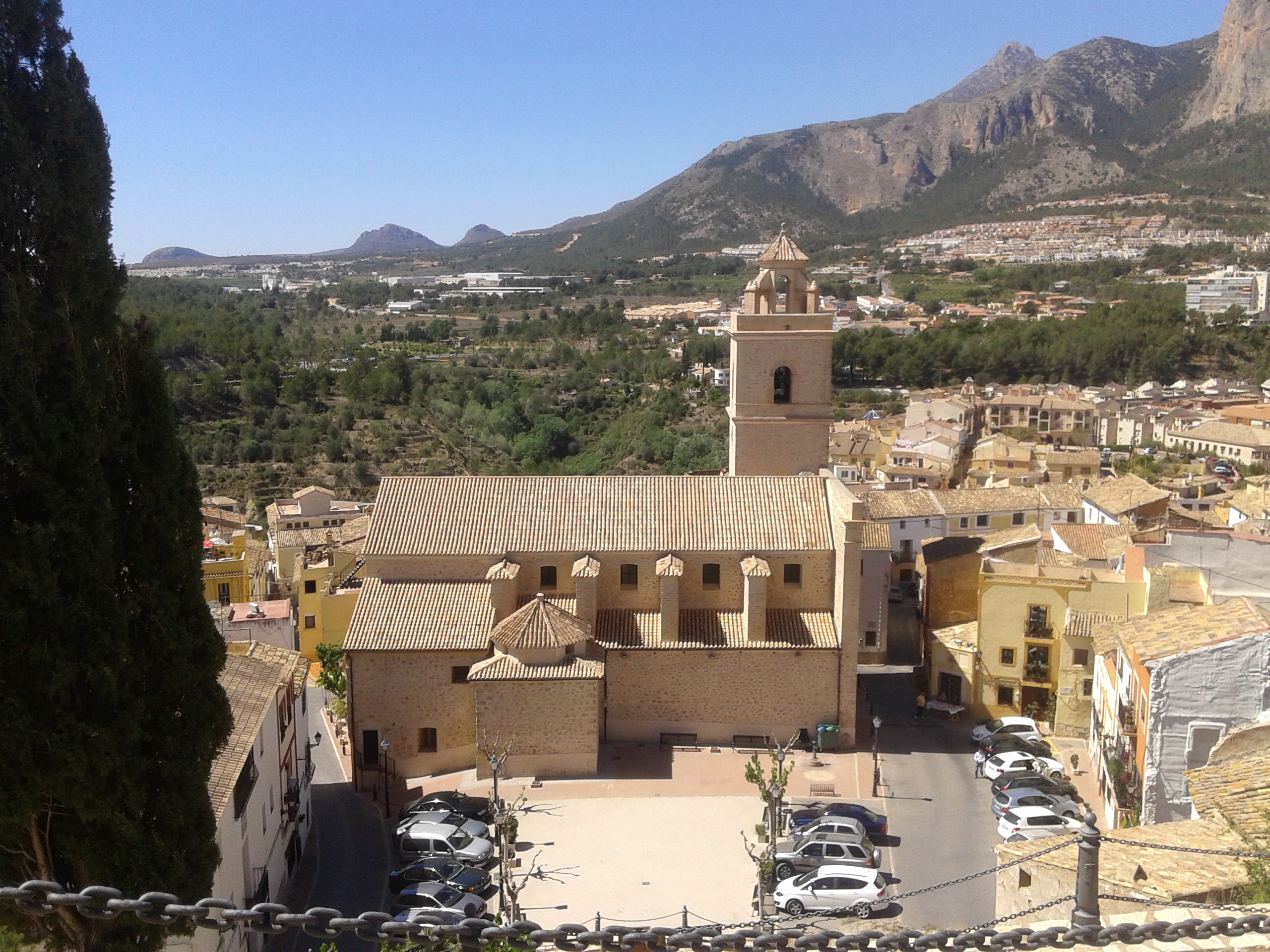
Iglesia de San Pedro

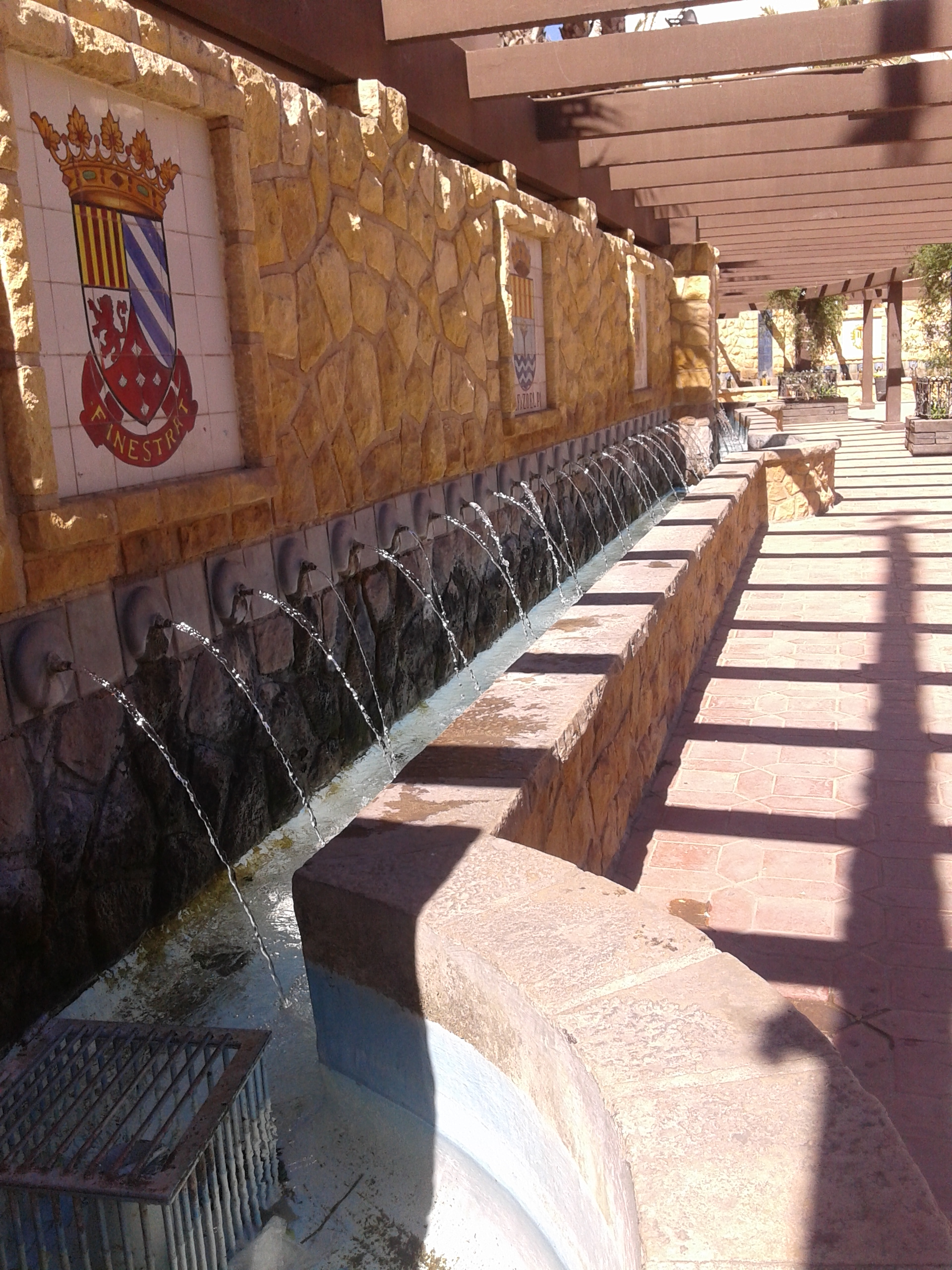
Fuentes de Polop

- Muralla medieval. Desde el punto más alto de la población, donde se ubicó el antiguo cementerio, se pueden observar sus restos.
- Iglesia de San Pedro y Santuario de la Divina Aurora. La Iglesia de San Pedro fue construida en 1723. Frente a ella se encuentra el Santuario de la Divina Aurora.
- Castillo de Polop: fortaleza de origen musulmán construida a principios del siglo XII, se sitúa en un cerro junto a la población.
- Fuentes de Polop: en el centro del pueblo se encuentran los 221 caños de la fuentes caños.[18]

## Fiestas
- Fiestas Patronales. Se celebran en honor a San Francisco de Asís a principios de octubre. También se celebran las fiestas del porrat durante los días 14, 15, 16, y 17 de agosto. Estas fiestas son las más participativas donde un gran número de peñas formadas por los festeros, que disfrutan de los pasacalles, ofrenda, desfile del humor y de las actuaciones nocturnas, tanto de orquestas como de charangas de música.

## Gastronomía
Destacan platos típicos como las pelotas de maíz, arroz con judías y nabos, la paella y como postres los nísperos, confituras, pasteles de boniato, pasteles de almendra. Y para beber, vinos propios de la Marina y mistela.